# Referendumi v državi Sloveniji
V Sloveniji obstaja ustavodajni, zakonodajni ter posvetovalni referendum in referendum o mednarodnih povezavah. Na lokalni ravni so mogoči še naknadni in svetovalni referendum, referendum za ustanovitev nove občine in referendum o samoprispevku.

## Vrste referendumov

### Zakonodajni referendum
Zakonodajni referendum je neobvezna oblika referenduma. Zakonodajne referendume v Sloveniji ureja 90. člen ustave Republike Slovenije ter Zakon o referendumu in ljudski iniciativi (ZRLI). V Sloveniji je sprva zakonodajni referendum potekal v obliki predhodnega in naknadnega referenduma. Slovenska ustavna ureditev iz leta 2013 za referendum zahteva referendumsko iniciativo, predmet referendumskega odločanja in dvig pragu legitimnosti. Od leta 2013 lahko zakonodajni referendum zahtevajo volivci z najmanj 40.000 zainteresiranimi, vendar se referenduma za zakone o nujnih obrambnih ukrepih, zakonih davčno-finančnega področja, zakonov o ratifikacijah mednarodnih pogodb ter zakonih, ki preprečujejo protiustavnosti na področju človekovih pravic ne sme več organizirati. V isti ureditvi je bil potrditveni način zamenjan z zavrnitvenim (za zavrnitev zakona je potrebna vsaj petina glasov vseh volivcev). V Sloveniji velja tudi dvostopenjsko ugotavljanje referendumskega izida, zato morata za zavrnitev zakona veljati tako relativna večina kakor tudi kvorum večine.

### Posvetovalni referendum
Posvetovalni referendum je vrsta referenduma, ki ga razpiše Državni zbor o svojih vprašanjih, ki se nanašajo bodisi na državo bodisi na omejeno območje. Izid referenduma za Državni zbor ni zavezujoč. Referendum razpiše Državni zbor, pobudo zanj pa lahko vloži vsak poslanec.

### Referendum o spremembi ustave
Na referendumu o spremembi ustave se odloča o potrditvi spremembe ustave, ki jo je sprejel Državni zbor. Razpiše ga državni zbor, če to zahteva najmanj 30 poslancev. Sprememba ustave je v tem primeru potrjena, če je udeležba nad 50% in hkrati večina glasuje za.

### Referendum o mednarodnih povezavah
Na referendumu o mednarodnih povezavah se odloča o prenosu uresničevanja dela suverenih pravic na mednarodne organizacije ali o vstopu v obrambno zvezo, ki se ureja z mednarodno pogodbo. Državni zbor lahko razpiše referendum po lastni odločitvi na predlog vlade, najmanj desetih poslancev ali poslanske skupine. Državni zbor je vezan na odločitev volivcev na referendumu. Referendum te vrste je opisan v 3.a členu ustave.

## Dosedanji referendumi
V tabeli je v stolpcu »Vrsta« označeno, za katerega od štirih vrst referendumov gre:
- z – zakonodajni referendum
- p – posvetovalni referendum
- u – referendum o spremembi ustave (v Sloveniji še ni bil izveden)
- m – referendum o mednarodnih povezavah

Kot uspešen referendum je označen tisti referendum, s katerim je predlagatelj dosegel želeni rezultat.
| Referendum | Datum              | Predlagatelj                                                                        | Vrsta | Ud.   | Uspešnost                                                                        |
| --- | ------------------ | ----------------------------------------------------------------------------------- | ----- | ----- | -------------------------------------------------------------------------------- |
| Plebiscit o samostojnosti Slovenije | 23. december 1990  | DEMOS                                                                               |       | 93,2% |                                                                                  |
| Referendum za volitve v državni zbor | 8. december 1996   | SDSS (podpisi volilcev), poslanci DZ in poslanci DS                                 | z     | 37,9% | različni rezultati za več vprašanj                                               |
| Referendum o financiranju gradnje tretjega bloka trboveljske termoelektrarne                                                               | 10. januar 1999    | 30 poslancev DZ (SDSS, SKD in SLS)                                                  | z     | 27,3% |                                                                                  |
| Naknadni zakonodajni referendum o zdravljenju neplodnosti in postopkih oploditve z biomedicinsko pomočjo                                   | 17. junij 2001     |                                                                                     | z     | 35,7% |                                                                                  |
| Posvetovalni referendum o preoblikovanju in privatizaciji javnega podjetja Slovenske železnice, d.d.                                       | 19. januar 2003    | Zaposleni v Slovenskih železnicah                                                   | z     | 31,1% | zaradi vprašanja v nikalni obliki je večinski proti dejansko pomenil večinski za |
| Zakonodajni referendum v zvezi s predlogom zakona o spremembah in dopolnitvah zakona o vračanju vlaganj v javno telekomunikacijsko omrežje | 19. januar 2003    | Vseslovensko združenje upravičencev do vračila vlaganj v telekomunikacijsko omrežje | z     | 31,1% |                                                                                  |
| Posvetovalni referendum o vstopu Slovenije v Evropsko unijo                                                                                | 23. marec 2003     |                                                                                     | m     | 60,4% |                                                                                  |
| Posvetovalni referendum o vstopu Slovenije v NATO                                                                                          | 23. marec 2003     |                                                                                     | m     | 60,4% |                                                                                  |
| Zakonodajni referendum o odpiralnem času trgovin                                                                                           | 21. september 2003 |                                                                                     | z     | 27,5% |                                                                                  |
| Referendum o tehničnem zakonu o izbrisanih                                                                                                 | 4. april 2004      |                                                                                     | z     | 31,5% |                                                                                  |
| Referendum o RTV | 25. september 2005 | Liberalna demokracija Slovenije in Socialni demokrati                               | z     | 30,7% |                                                                                  |
| Posvetovalni referendum o občinah v Sloveniji (lokalni)                                                                                    | 29. januar 2006    |                                                                                     | p     |       | različni rezultati za posamezne občine                                           |
| Posvetovalni referendum o občinah v Sloveniji (lokalni)                                                                                    | 9. april 2006      |                                                                                     | p     |       | različni rezultati za posamezne občine                                           |
| Referendum o lastninskem preoblikovanju zavarovalnic                                                                                       | 11. november 2007  | Državni svet                                                                        | z     | 58,0% |                                                                                  |
| Posvetovalni referendum o pokrajinah | 22. junij 2008     | SDS, SLS in NSi                                                                     | p     | 11,0% | različni rezultati za posamezne pokrajine                                        |
| Referendum o ratifikaciji Arbitražnega sporazuma med Slovenijo in Hrvaško                                                                  | 6. junij 2010      | poslanci DZ                                                                         | z     | 42,7% |                                                                                  |
| Referendum o RTV | 13. december 2010  | SDS in SNS                                                                          | z     | 14,8% |                                                                                  |
| Referendum o malem delu | 10. april 2011     | ZSSS in ŠOS                                                                         | z     | 34,0% |                                                                                  |
| Referendum o zakonu o preprečevanju dela in zaposlovanja na črno                                                                           | 5. junij 2011      | SDS in SNS                                                                          | z     | 40,4% |                                                                                  |
| Referendum o pokojninski reformi | 5. junij 2011      |                                                                                     | z     | 40,5% |                                                                                  |
| Referendum o zakonu o arhivih | 5. junij 2011      | SDS in SNS                                                                          | z     | 40,4% |                                                                                  |
| Referendum o Družinskem zakoniku | 25. marec 2012     | Civilna iniciativa za družino in pravice otrok                                      | z     | 30,3% |                                                                                  |
| Sprejeta ustavna dopolnila, ki omejujejo možnosti razpisa referenduma in uvedejo kvorum                                                    |                    |                                                                                     |       |       |                                                                                  |
| Referendum o zakonu o varovanju arhivskega gradiva                                                                                         | 8. junij 2014      | Slovenska demokratska stranka                                                       | z     | 11,7% | ni dosegel kvoruma                                                               |
| Referendum o Zakonu o spremembah in dopolnitvah Zakona o zakonski zvezi in družinskih razmerjih                                            | 20. december 2015  | Za otroke gre                                                                       | z     | 36,4% |                                                                                  |
| Referendum o Zakonu o izgradnji, upravljanju in gospodarjenju z drugim tirom železniške proge Divača–Koper                                 | 24. september 2017 | Vili Kovačič                                                                        | z     | 20,6% | ni dosegel kvoruma, razveljavljen                                                |
| Referendum o Zakonu o izgradnji, upravljanju in gospodarjenju z drugim tirom železniške proge Divača–Koper                                 | 13. maj 2018       | Vili Kovačič                                                                        | z     | 15,0% | ni dosegel kvoruma                                                               |
| Referendum o Zakonu o spremembah in dopolnitvah Zakona o vodah                                                                             | 11. julij 2021     | Gibanje za pitno vodo                                                               | z     | 46,5% |                                                                                  |
| Referendum o Zakonu o RTV Slovenija | 27. november 2022  | Slovenska demokratska stranka                                                       | z     | 41,8% |                                                                                  |
| Referendum o Zakonu o dolgotrajni oskrbi                                                                                                   | 27. november 2022  | Slovenska demokratska stranka                                                       | z     | 41,8% |                                                                                  |
| Referendum o spremembah Zakona o vladi | 27. november 2022  | Slovenska demokratska stranka                                                       | z     | 41,9% |                                                                                  |
| Referendum o rabi konoplje | 9. junij 2024      | Gibanje Svoboda                                                                     | p     | 41,4% |                                                                                  |
| Referendum o preferenčnem glasu | 9. junij 2024      | Gibanje Svoboda                                                                     | p     | 41,4% |                                                                                  |
| Referendum o prostovoljnem končanju življenja                                                                                              | 9. junij 2024      | Gibanje Svoboda                                                                     | p     | 41,4% |                                                                                  |